# Villanova (Bagnacavallo)
Villanova di Bagnacavallo (Vilanòva in romagnolo) è un paese di circa 4 000 abitanti, frazione del comune di Bagnacavallo, dal quale dista 9 km.
L'abitato si sviluppa lungo la strada provinciale che costeggia il fiume Lamone.

## Storia

### Origini di Villanova
Sorge a 15 km di distanza da Ravenna, addossato sull'argine sinistro del fiume Lamone e disposto, quasi interamente, lungo la strada che da Mezzano porta a Bagnacavallo.
Le prime notizie sulle sue origini risalgono al 1300, quando il paese (a quell'epoca formato solo da una decina di case che si ergevano sulla palude circostante) si era formato con la presenza di molti ricercati (sia per motivi politici che giudiziari) stabilitisi in questa zona franca, al confine fra lo Stato Pontificio e la Repubblica di Venezia.
Qui il Lamone riversava le sue acque nella valle, alimentando una fitta vegetazione di erbe palustri dalle quali gli abitanti di Villanova hanno saputo trarre una impensata industria; prima per fare le misere capanne, poi indirizzandosi verso altri manufatti.
Nell'anno 1371, Villanova contava già 32 case, per lo più costruite in modo rustico e coperte di canne.
Nonostante le successive bonifiche delle paludi, l'attività di lavorazione delle erbe palustri (stuoie, sporte, impagliature per sedie, pantofole, cappelli, ecc.) ha accompagnato la storia di Villanova fino al secondo dopoguerra.
Oggi, questa attività è praticamente scomparsa. Per la sua salvaguardia, se ne occupa il Centro Etnografico della Civiltà Palustre, che si adopera con sforzo per il recupero di manufatti e tecniche di lavorazione. Inoltre organizza, una volta all'anno, la famosa Sagra delle Erbe Palustri.

### Seconda guerra mondiale
Dal 1935 (Guerra d'Etiopia) al 1943 (26 luglio, caduta del governo Mussolini) Villanova è stata vittima di vari scontri, che portarono a svariati morti. Le vite umane che Villanova pagò alla Seconda Guerra Mondiale, che del Fascismo ne fu l'epilogo, furono 92, tra cui 3 impiccati.
Il vuoto di potere aperto dall'armistizio dell'8 settembre 1943 venne immediatamente riempito anche in Romagna dall'esercito tedesco. I tedeschi, mai amati nel precedente ruolo di alleati, vennero ora unanimemente sentiti come un esercito straniero di invasori: nel centro e nelle frazioni si assisteva a uno spettacolo notturno e spesso diurno di strade deserte, di rifugi ovunque invisibili ma presenti nelle chiese, nei palazzi e nei campi, di un silenzio sinistramente incombente, quest'ultimo rotto dai bombardamenti aerei degli alleati e dai secchi comandi dei tedeschi.
È in questo drammatico quadro che anche a Bagnacavallo e nelle frazioni cominciò ad organizzare la Resistenza con la costituzione della sede cittadina del Comitato di Liberazione Nazionale (C.L.N.).
Nel frattempo, con l'avanzata dell'esercito liberatore, si moltiplicavano i bombardamenti aerei che provocavano lutti e danni non solo al sempre più esiguo e nervoso esercito tedesco, ma anche agli inermi abitanti della zona. Alle molte vittime delle incursioni aeree, andavano aggiunte le vittime della violenza nazifascista, che spesso operava rastrellamenti e deportazioni e che talora sfogava la propria rabbia impotente contro le formazioni partigiane attraverso esecuzioni sommarie di accreditati antifascisti.
I cippi che ancora oggi si possono vedere per le strade di Villanova sono la muta testimonianza di questi tragici eventi che colpirono profondamente la popolazione:
- Cippo in memoria di Gustavo de Laurentis, Guglielmo Guerrini e Apollinare Zoli, presso il cimitero (19 luglio 1944);
- Cippo in memoria di Matteo Matteucci, sull'argine sinistro del fiume Lamone (5 ottobre 1944);
- Cippo in memoria di Gianfranco Giardini, posto in via Superiore (2 novembre 1944);
- Cippo in memoria di Antonio Bandoli, Fausto Fantoni e Matteo Morelli, orrendamente penzolanti dal cappio sull'argine del fiume Lamone, dal 16 al 18 novembre 1944;
- Cippo in memoria di Aldo Allegri, posto nei pressi dell'ex-macello (11 dicembre 1944).

Quasi contemporaneamente alla liberazione di Ravenna (4 dicembre 1944), le truppe inglesi si attestarono sulla sponda destra del fiume Lamone, di fronte al territorio di Bagnacavallo, già da giorni sotto il tiro delle artiglierie alleate.
Nella notte fra il 10 e l'11 dicembre 1944 (la famosa battaglia senza fine), un piccolo contingente di 100-130 soldati canadesi riuscì ad attraversare il Lamone e a formare una nuova testa di ponte senza incontrare eccessiva resistenza tedesca. Dal momento che per la mancanza di un ponte non potevano arrivare rifornimenti e ricambi, la spinta iniziale degli alleati si affievolì. Iniziò così la controffensiva dei tedeschi e lo scontro avvenne nei pressi del macello. Sembrava quasi che i tedeschi dovessero avere la meglio (con conseguenze drammatiche per Villanova), ma verso mezzogiorno comparvero gli aerei alleati che diedero il tempo ai soldati canadesi di riorganizzarsi. Le forze e i carri armati tedeschi approfittarono della notte successiva per sganciarsi e ritirarsi.
Tutti i villanovesi uscivano dall'incubo dell'occupazione. Villanova era finalmente libera.

## Luoghi d'interesse

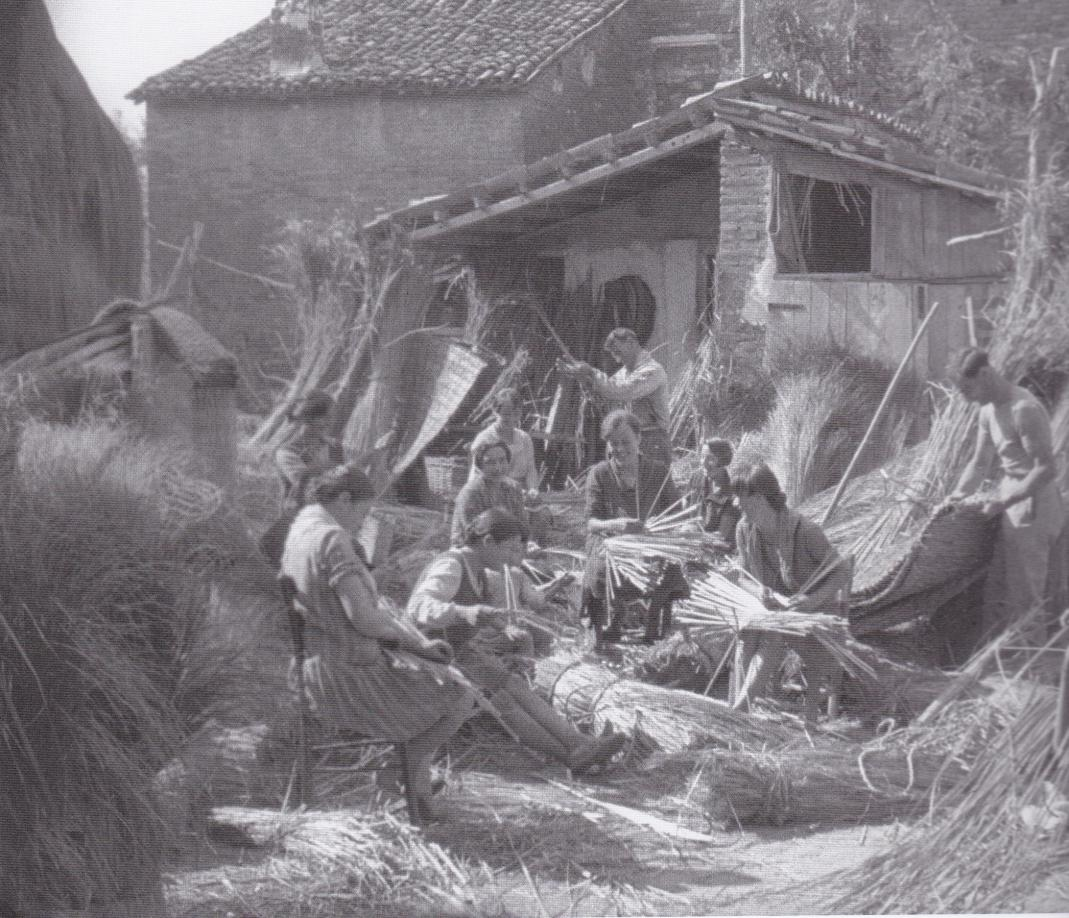
Lavorazione dell'erba palustre.

Museo delle Erbe Palustri, oramai celebre nelle zone limitrofe, permette di conoscere e approfondire le tecniche della lavorazione delle ''Erbe Palustri'' e del legno.

## Cultura

### Sagre e Manifestazioni
- «Sagra delle erbe palustri». Si svolge (dal 1985) il secondo fine settimana di settembre. Si rievocano le tecniche tradizionali della lavorazione delle erbe palustri e del legno. La manifestazione offre la possibilità di vedere all'opera gli artigiani che realizzano manufatti con le erbe intrecciate.
- «Villanova in Corto». Festival di cortometraggi indipendenti. Promosso nel 1996 dal circolo Arci "Casablanca", si svolge nel primo fine settimana di ottobre.